# ウルトラザウルス
ウルトラザウルス (ULTRASAURUS) は『トミー』（現タカラトミー）が展開した『ゾイド』シリーズに登場する架空の兵器。

## 設定解説
| ウルトラザウルス ULTRA SAURUS | ウルトラザウルス ULTRA SAURUS |
| ----------------------------- | --- |
| 番号                          | RBOZ-005（旧） RZ-037（新） |
| 所属                          | ヘリック共和国 |
| 分類                          | 恐竜型 ウルトラサウルス型 |
| ロールアウト                  | ZAC2037年 |
| 全長                          | 50.0m |
| 全高                          | 27.5m |
| 全幅                          | 14.1m |
| 重量                          | 507.0t |
| 最高速度                      | 地上 50km/h 水上 47ノット |
| 乗員人数                      | 8名 14名 |
| 設計者                        | ハーバート・リー・チェスター教授 |
| 主な搭乗員                    | ヨハン・エリクソン（バトルストーリー） ケプラー大佐（バトルストーリー） チャンス・ギルバート中佐 |
| 武装（旧）                    | 36cm高速キャノン砲×4 40mm連装対空砲×2 小口径対空ビーム砲×6 対空ビーム砲×2 魚雷発射管×4 8連ミサイルランチャー ミサイルポッド×2 連装対空ミサイル×2 サーチライト×2 対空レーダー 通信アンテナ カタパルト×3 搭載機×3                                                                                  |
| 武装（新）                    | ハイパーキラーバイトファング 360mmリニアキャノン×4 AAZ100mm2連装ビームガン×2 AAZ90mm3連装パルスレーザーガン×2 AAZ120mmビームキャノン×2 8連装ミサイルランチャー AZ6連装ハイマニューバーミサイルポッド×2 AAZマニューバーミサイル×4 レーダー×2 通信アンテナ ビークル用カタパルト ハイドロジェット×2 |

『ゾイドバトルストーリー』におけるウルトラザウルス
ヘリック共和国軍のウルトラサウルス型ゾイド。設計担当者はヘリック共和国の科学者であるハーバート・リー・チェスター教授。ZAC2035年から開発がスタートし、ZAC2037年にロールアウト。共和国全軍を束ねる戦闘司令旗艦としての能力を持ち合わせる。
主兵装はリニアキャノンやミサイルポッドといった火器類。腹部には乗員居住スペースが存在し、24ゾイドを搭載する母艦機能も有する。加えて、ペガサロスクラスのゾイドなら3機まで積載可能。頭部には高速バトルコンピューターが搭載され、戦闘状況の分析から部隊のフォーメーション指示まで行う。火力・通信能力が充実した多機能な機体だが、通信士や操縦、火器担当のパイロットを分担することによって負担は軽減されている。
戦力比ではサーベルタイガーと1:5、アイアンコングと1:4、レッドホーンと1:10の優位性を誇り、デスザウラーが登場するまでは無敵のゾイドであった。
弱点としては巨体ゆえの鈍重さと高速ゾイドとの格闘戦が苦手なことが挙げられる。陸上での速力は最高50km/hだが、水上では47ノットを発揮し、陸上戦よりも水上作戦の方を得意としている。
第1期シリーズでは量産体制も敷かれていたが、第2期シリーズではZAC2056年惑星Zi大異変によってそのほとんど絶滅し、配備されていたのは大統領専用機1機のみとなった。
アニメ『ゾイド-ZOIDS-』におけるウルトラザウルス
こちらの設定では、発掘されたものを共和国軍が再稼働させたゾイドとして扱われる。詳細は#ウルトラザウルスMoSを参照。

### 武装・装備
（旧）は中央大陸戦争～第一次大陸間戦争時代、（新）は第二次大陸間戦争時代の装備呼称。
36cm高速キャノン砲（旧） / 360mmリニアキャノン（新）
背部に装備される。ウルトラキャノン砲とも呼称される装備で、有効射程は100km以上となり、敵基地を破壊可能。
運用のため砲手が乗り込む。
40mm連装対空砲（旧） / AAZ100mm2連装ビームガン（新）
高速キャノン砲（リニアキャノン）の上部に備える。
小口径対空ビーム砲（旧） / AAZ90mm3連装パルスレーザーガン（新）
ビークル格納庫の両側面に備える。
対空ビーム砲（旧） / AAZ120mmビームキャノン（新）
尾部先端に装備する。砲手は尾部の銃座に搭乗する。
魚雷発射管（旧）
腹部上陸用格納庫側面のスリットに備える。ホーミング魚雷を発射し、敵機や基地を攻撃する。
8連ミサイルランチャー（旧） / 8連装ミサイルランチャー（新）
胴体部に装備する。任務に応じて対地攻撃用のミサイルから海戦用のホーミング魚雷を装填可能。
ミサイルポッド（旧） / AZ6連装ハイマニューバーミサイルポッド（新）
前脚部に装備される。
連装対空ミサイル（旧） / AAZマニューバーミサイル（新）
尾部に装備される。後方警戒から対空攻撃に使用される。
サーチライト（旧）
前脚部装甲に備える。
対空レーダー（旧） / レーダー（新）
首部に設置される。全方位レーダーであるためあらゆる方向から敵機を補足可能なほか、妨害電波の発生も可能。
通信アンテナ
カタパルトに備える。ビークル発進時の管制、離着陸の指示などに使用される。
カタパルト（旧） / ビークル用カタパルト（新）
ビークルを発進させるためのカタパルト。後部には格納庫も存在する。
搭載機（旧）
コックピットと背部格納庫と胸部ハッチに計3機艦載されるビークル。うち1機はコクピットを兼ねる。
イオンクラフトで飛行し、航続距離450km・飛行速度300kmに達する。
ハイパーキラーバイトファング（新）
牙部の装備。
ハイドロジェットエンジン（旧） / ハイドロジェット（新）
脚部に装備。水流を噴出し、ウルトラザウルスの水中行動時の推進器となる。

## キット
RBOZ-005 ウルトラザウルス
1986年9月発売。巨大な機体でありながら、動力はゴジュラスと同じく、単二電池2本が主動力である。そして、単三電池2本がライトユニットとして活用される。単二電池は胴体下部に、単三電池は尾のカバーを開けてセットする。首をSの字に曲げた後、一気に伸ばすという動きを繰り返しながら口を開閉させ、4つ脚で歩行する。その際に機体両脇のウルトラキャノン砲身を左右それぞれに上下させる。また、歩行と連動し尾を左右に振るような動きを無動力ながら見せる。電飾は目を赤く光らせ、時間が経つと点滅する。機体サイズが大型のため、飛行甲板に小型ゾイドや、ミニモデルなどを載せる基地遊びのようなことも出来た。搭乗員は8人（頭部、首部、背部、左右砲座、尾部の基本6人＋搭載された偵察用ビークルのパイロット2人）。そのうち、頭部コックピットおよびウルトラキャノン砲砲座の計3人はキャノピーから頭が露出する構造となっている。頭部コックピットは脱出ビークルとして分離可能。
価格とサイズは当時のゾイド最大級の物となっており、パーツ数も100を越えた。
RZ-037 ウルトラザウルス
2000年10月発売。銀を基調にしたカラーに変更されたほか、電飾ギミックの電源を主動力側から採る方式に変更したため、使用電池はボディ側の単二電池2本のみとなった。尾部分の電池を納める部分は空洞になっている。電飾がムギ球からLEDに変更されたため目のライトは点滅しない。
その他
2012年1月にコトブキヤからゾイドをデフォルメされたシリーズ「ZOIDS D-STYLE ウルトラザウルス」が発売された。

## 劇中での活躍

### バトルストーリー
『ゾイドバトルストーリー』（小学館）
『ゾイドバトルストーリー』1巻で初登場。ZAC2037年には開発情報を入手した帝国軍スパイコマンド・“エコー”中佐の手によって鹵獲作戦が展開され、奪取されたウルトラザウルスサラマンダーのミサイル攻撃にも耐え切る強靭さを見せる。これに対し、共和国軍陸軍中尉ロイ・ジー・トーマスによる奪回作戦が行われ、二体のゴジュラスが動きを一瞬止めたところをカノントータスの精密射撃が直撃し、ウルトラザウルスのキャノピー破壊に成功。同機は奪回された。その後、帝国では国力、生産力の観点からウルトラザウルスが量産化された場合には同国が危機に陥るとし、早期決戦に踏み切る。
同年に行われた中央大陸最北端・ザブリスキーポイントでの戦いにおいてはエコーの作戦により偽の共和国の救難信号を発信され、ウルトラザウルスが誘導される。この機体はエコーのアイアンコングMk-IIの攻撃によって窮地に陥ったものの、サラマンダーに懸下され上空を警護していたトーマスのゴジュラスMk-IIが応戦する。戦いはエコーが優位に立つが、勝利を確信したエコーの一瞬生まれた隙をついたウルトラの援護により、トーマスの勝利に終わった。
ZAC2038年には帝国領土に突き出た「オウムのくちばし地区」と呼ばれた国境地域において帝国軍の包囲作戦が敢行される。十数名の搭乗員を乗せたウルトラザウルスは国境近くまで追撃を受けることとなるが、全武装を開放し機体が白い閃光を包むほどの一斉発射を行う全方位攻撃によってウルトラを包囲した帝国軍大型ゾイド部隊を撃破（この際は同時に地面がクレーター状になるほどの威力を見せた）、脱出に成功する。
同年にはやクーパー港から出港し、ミーバロス湾から帝国領土への上陸作戦に参加。最終的には帝国司令部を砲撃する活躍を見せた。
『ゾイドバトルストーリー2』ではZAC2039年において帝国首都攻略戦に参戦。ウルトラザウルスが司令本部として機能した。ゼネバスを捕らえようとした共和国のエリクソン大佐が操縦するEマークのウルトラザウルスが暗黒大陸へ向かうシンカーを撃破しようとしたが、ダニー・ダンカン将軍によって阻止される。
ZAC2041年にはゼネバスの帰還作戦が行われ、港に停泊していたウルトラザウルスに対し、ウオディックの魚雷攻撃が行われた。
ZAC2044年にはトビー・ダンカン少尉のデスザウラーとエリクソン大佐機のウルトラザウルスが因縁の激闘を繰り広げる。橋を行軍中のデスザウラーに対し、水面からウルトラザウルスの奇襲攻撃が行われ、デスザウラーを転落させることに成功。そのままエリクソン大佐の操縦するウルトラは砲撃を加えて牽制し、デスザウラーにのしかかり、水没を目論む。しかし、その寸前でデスザウラーにウルトラザウルスの首が折られるとともにコクピットを握り潰され、エリクソン大佐は戦死する。
『ゾイドバトルストーリー3』ではZAC2045年3月にはデスザウラー捕獲作戦に参戦。サラマンダーとの連携を行うが、失敗する。同年7月には友軍のゲルマンジー半島上陸作戦を援護すべく、陽動として水上戦に参加。このウルトラザウルスは、水面に荷電粒子砲の一撃を受けたことから浜辺まで吹き飛ばされ、大破する。しかし、死に際にデスザウラーの背後から荷電粒子吸入ファンへの砲撃と破壊に成功。その後、上陸部隊を阻止するために単機で挑んだ荷電粒子の使えぬデスザウラーはウルトラザウルス複数機の砲撃により撃破された。
ZAC2046年3月にはさらにパーツごとに解体して運び込んだウルトラが組み上げられ、中央山脈の帝国基地を攻略するゲリラ戦でも大活躍した。
『ゾイドバトルストーリー4』ではZAC2048年8月における国境地帯の戦闘に参戦。幾つかのグレートサーベルを撃破する。しかし、ゴーレムにより機体内部に侵入、爆破装置をセットされ、撃破されている。
『ゾイド公式ファンブック』（小学館）
新シリーズではZi大異変の影響でそのほとんどが絶滅し、大統領専用機の一機しか残らなかったため、その個体が「ウルトラザウルス・ザ・デストロイヤー」や「ウルトラザウルス・ザ・キャリア」といったバリエーションへ改装され、活躍した。

### ゲーム
『ゾイド 中央大陸の戦い』『ゾイド2 ゼネバスの逆襲』『ゾイド黙示録』に登場。RPGである『中央大陸の戦い』『ゼネバスの逆襲』はどちらも一定の条件を満たすとパーティーに加わる強力なゾイドであり、仲間にするとゲームクリアの大きな助けとなる（システム上、不在でもクリアすることは可能）。
『ゾイド -ZOIDS- 邪神復活!〜ジェノブレイカー編〜』では、ダンジョン「地底湖」の最終ボスおよび最終ダンジョン「イオの塔」の通常敵として登場。プレイヤーが入手することもできる。さらに、ゾイドシリーズ第1期の改造例を原典とするグレートザウルスなども実装されている。
『ZOIDS　帝国VS共和国 メカ生体の遺伝子』『ZOIDS2 ヘリック共和国VSガイロス帝国』では、共和国側のLサイズユニットとして登場。大型ゾイドを搭載できる母艦機能が再現されている。『ヘリック共和国VSガイロス帝国』では、通常型以外に改造機であるウルトラザウルスLBやグレートザウルスも登場する。
「ZOIDS SAGA シリーズ」では、Lサイズの巨大ゾイドとして登場。ストーリー上ではアニメ「-ZOIDS-ゾイド」に準拠するシナリオで登場するほか、「ゾイド新世紀スラッシュゼロ」の準拠するシナリオではゾイドバトル連盟所属機が存在している。『SAGA2』ではオリジナルの改造機アルティメットファランクスを作ることもできる。
「ZOIDS VS.シリーズ」では、シリーズを通して登場する巨大ゾイド。購入はできないが、VSモードで使用できる。『VS.II』では、テラガイストのレイカによって共和国軍から奪われ、ストーリーモードの帝国ミッション16「敵に落ちた巨大竜」で最終ボスとなる。
『ゾイドタクティクス』の「バトルストーリー編」では、公式ファンブック2巻に準拠する形でストーリーに登場し、「ミッション12 閃光師団VS鉄竜騎兵団」でプレイヤーの部隊に支給される。
ゾイドシリーズが参戦したスーパーロボット大戦シリーズでは、『スーパーロボット大戦Operation Extend』にアニメ版のグラビティカノン搭載のウルトラザウルスが登場。母艦ユニットであり、原作であるアニメに準拠した活躍のほか、同作の敵勢力であるミューカスとの最終作戦「オペレーション・エクステンド」では、ミューカス・ジェネシスの外殻にグラビティカノンで侵入口を作る役割を果たした。
『ZOIDS Material Hunters』では、ZOIDS concept art版のデザインでウルトラザウルスが実装され、ミッションのボスとなっていた。

## バリエーション

### ウルトラザウルスMoS
| ウルトラザウルスMoS | ウルトラザウルスMoS                                                                 |
| ------------------- | ----------------------------------------------------------------------------------- |
| 所属                | ヘリック共和国 ガーディアンフォース                                                 |
| 分類                | ウルトラサウルス型                                                                  |
| 全長                | 555m                                                                                |
| 全高                | 333m                                                                                |
| 全幅                | 不明                                                                                |
| 重量                | 不明                                                                                |
| 最高速度            | 不明                                                                                |
| 主な搭乗員          | ロブ・ハーマン大佐（司令官）（ゾイド -ZOIDS-） ムンベイ（操縦士）（ゾイド -ZOIDS-） |

アニメ『ゾイド -ZOIDS-』に登場。作戦用ブリッジを備え、機体内部には大型ゾイドを複数格納可能。移動拠点として機能する。内部には複数の動力機関が内蔵されている。360mmリニアキャノンは装備されておらず、後にボディ両側に重力砲（グラビティカノン）とそのパワージェネレーターを装備した。
グラビティカノンは、全長400mにも及ぶ（後部の装填装置と廃熱装置を含めるとさらに長い）長大な砲身から直径25mのプラネタルサイト砲弾を撃ち出す、ウルトラザウルス専用装備である。内部重力を持つ超重金属プラネタルサイトが着弾時に外部圧力が加わることにより重力崩壊を引き起こし、ブラックホール現象を引き起こすこの機体の最強装備。その性質上、プラネタルサイト砲弾は量産が困難とされる。
ロブ・ハーマンを総司令官とし、ガーディアンフォースの対デススティンガー戦の旗艦となった。
この機体呼称はゾイドバトルカードゲームに登場した際のもの。アニメ『-ZOIDS-ゾイド』作中ではウルトラザウルスと呼称される。
作中の活躍
アニメ『-ZOIDS-ゾイド』
共和国軍によって発掘され、偽装湖「ウィンディーヌ・レイク」に密かに保有されており、帝都ガイガロスと首都ニューへリックシティの2大首都がヒルツの乗るデススティンガーにより壊滅されたため、共和国の最終作戦発動に伴い両国の主要人物がこの機体に移動しこれを司令塔にすることとなった。しかしゾイドコアが完全に覚醒しておらず起動もしないスクラップ状態であった。複数の独立した動力ブロックのコアを1つに繋げることに中々気づくことができなかったため、ヒルツが放ったヘルキャットの大群の攻撃を受けることとなり、デススティンガーもまた荷電粒子砲で山を貫きながら本機体を狙っていた。
デススティンガーの荷電粒子砲の到達寸前に起動、武装強化を行うためピレムデン諸島へ航行する。道中、ヒルツの放ったシンカー部隊、そしてデススティンガーをメタンハイドレートに誘導することで振り切る。第62話からはドクター・ディが開発した重力砲（グラビティカノン）を装備、ヒルツのデススティンガーを機能停止寸前にまで追い込んだが、デススティンガーのゾイドコアと融合した完全体デスザウラーによって大ダメージを負う。そして決死の特攻を敢行するバン・フライハイトのブレードライガーをグラビティカノンから発射して撃破した。
アニメ『ゾイド新世紀スラッシュゼロ』
本機とは別の個体がゾイドバトル連盟の本部として登場。こちらは360mmリニアキャノンを装備するが、内部に長大な通信室を備えている。また、バックドラフト団が配備したデススティンガーの尾の荷電粒子砲にも耐える強力なEシールドを搭載している。
また、ウルトラザウルスMoSもロイヤルカップのゴールとして、朽ち果てた状態で登場した。ゾイドバトル連盟会長はこの個体を「古のウルトラザウルス」と呼んでいた。

### ウルトラザウルスLB
| ウルトラザウルスLB | ウルトラザウルスLB |
| ------------------ | --- |
| 所属               | ヘリック共和国 |
| 分類               | 恐竜型 |
| 武装               | ハイパーキラーバイトファング ロングレンジバスターキャノン 360mmリニアキャノン 8連装ミサイルランチャー AZ6連装ハイマニューバーミサイルポッド AAZ90mm3連装パルスレーザーガン AAZ100mm2連装ビームガン |

ゲーム『ZOIDS2 ヘリック共和国VSガイロス帝国』に登場したデストロイヤータイプの改造ウルトラザウルスで、ゴジュラスのロングレンジバスターキャノン2基を背部に装備している。

### グレートザウルス
| グレートザウルス | グレートザウルス |
| ---------------- | --- |
| 所属             | ヘリック共和国 |
| 分類             | 恐竜型 |
| 武装             | ハイパーキラーファング ロングレンジバスターキャノン / 長距離キャノン砲 360mmリニアキャノン / ウルトラキャノン砲 8連装ミサイルランチャー AZ6連装ハイマニューバーミサイルポッド / ミサイルポッド AZ4連装ショックカノン AAZ90mm3連装パルスレーザーガン AAZ100mm2連装ビームガン / 40mm連装対空砲 キャノンビーム砲 魚雷発射管 対空ビーム エネルギータンク 全方位レーダー |

ロングレンジバスターキャノン（背部）に加えて、両前脚にビームキャノン（両前脚）・4連装ショックカノン（後脚）を装備したウルトラザウルスの発展型。極上の旗艦ゾイドとも言われる。
ゾイド第1期シリーズ中に発売された「NEW改造セット〈共和国側大型メカ用〉」に同梱されていた改造パーツによる改造例のひとつで、同キットの商品パッケージでもメイン画像として大きく掲載されていた。
ゲームでは、第2期シリーズ中で発売された『ゾイド -ZOIDS- 邪神復活!〜ジェノブレイカー編〜』『ZOIDS 共和国VS帝国 メカ生体の遺伝子』『ZOIDS2 ヘリック共和国VSガイロス帝国』の3作品に登場する。『邪神復活!』では、ゲーム中で最高のHPと武器搭載量を誇るゾイドとなっている。なお、どのゲームでもグラフィックでは両前脚にビームキャノンがあるが実際に武器として装備しているのは『共和国VS帝国』のみであり、また『共和国VS帝国』『ヘリック共和国VSガイロス帝国』ではグラフィック・ステータス共に4連装ショックカノンが無いなど、「NEW改造セット」の改造例が正確に表現されているわけでは無い。
作中の活躍
ゲーム『共和国VS帝国』では、帝国編ストーリーの最終ミッションにおいて共和国軍部隊の総司令機として登場し、最終ボス的な役割を果たしている。

### 第7艦隊指揮艦
| ウルトラザウルス 第7艦隊指揮艦 | ウルトラザウルス 第7艦隊指揮艦 |
| ------------------------------ | ------------------------------ |
| 所属                           | ヘリック共和国                 |
| 分類                           | ウルトラサウルス型             |

『RBOZ-005ウルトラザウルス』パッケージに掲載。水上艦隊を指揮する旗艦であり、対空・対艦・対潜および通信能力が強化された。
装甲部はグレーとなっている。

### 第26陸戦隊旗艦
| ウルトラザウルス 第26陸戦隊旗艦 | ウルトラザウルス 第26陸戦隊旗艦 |
| ------------------------------- | ------------------------------- |
| 所属                            | ヘリック共和国                  |
| 分類                            | ウルトラサウルス型              |

『RBOZ-005ウルトラザウルス』パッケージに掲載。陸戦用の旗艦であり、3色迷彩で塗装されている。

### 空母型
| ウルトラザウルス 空母型 | ウルトラザウルス 空母型 |
| ----------------------- | ----------------------- |
| 所属                    | ヘリック共和国          |
| 分類                    | ウルトラサウルス型      |
| 主な搭乗者              | リンデマン提督          |

ゾイドバトルストーリー3巻に登場した空母改造を施されたウルトラザウルス。
36cm高速キャノンが首の付け根に据え付けられ、門数は2門に削減。代わりに甲板が多数のプテラスを積めるよう延長された。
作中の活躍
ZAC2045年5月のフロレシオ海海戦に参加。フロレシオ海全域の制海権奪取に寄与する。

### 大統領専用機
『ゾイドバトルストーリー3』に登場。背部にパーツが増設されているほか、脚部に赤色の塗装がなされている。
資料によって「ヘリック専用ウルトラザウルス」、「大統領専用機」等と呼称されるが、搭乗者はヘリック大統領の替え玉となる。
作中の活躍
バトルストーリー
ZAC2042同年12月には共和国軍によるクック基地攻撃作戦に参加。陽動をしかけ、共和国軍の包囲作戦に貢献した。この作戦の際に二機の同型機が登場。フランツ・ハルトマン大尉の教え子であるシュミットとルドルフの搭乗するアイアンコングがこれと交戦し、撃破されている。。
ゾイドバトルコミック
『小学三年生』誌掲載の同漫画作品にも登場。クック基地の戦いに1機が参戦し、陽動によって帝国軍の包囲に貢献する。その後、北部海岸での戦いで替え玉ヘリックの機体がフランツ・ハルトマンのハンドミサイルの直撃をコクピットに受け、撃破されている。

### ケンタウロス
| ケンタウロス     | ケンタウロス |
| ---------------- | --- |
| 所属             | ヘリック共和国 |
| 分類             | ケンタウロス型 |
| 全長             | 50m |
| 重量             | 600t |
| 最高速度（地上） | 50km |
| 最高速度（空中） | 150km |
| 搭乗者           | ローザ・ラウリ（バトルストーリー） ヘリック・ムーロア二世（バトルストーリー） デューク（ゾイドバトルコミック）                          |
| 武装・装備       | バスターボウガン バスターランス ストレッチウイング パワーアーム 全天候3Dレーダー 360mmリニアキャノン 8連装ミサイルランチャー 対空ビーム |

ゾイドバトルストーリー3巻に登場した対デスザウラー用の改造機。
下半身となっているウルトラをベースにゴジュラスの上半身、ゴルドスのレーダー、サラマンダーの翼を装備した最強合体ゾイド。ただし共和国軍の主力ゾイド4機を潰す必要が有るため量産は不可能で、大統領親衛隊所属の1機しか存在しない。
小山をも吹き飛ばす巨大な弓矢であるバスターボウガン、分厚いゾイドの装甲をも貫く超合金製の巨大な槍、ゴジュラスの格闘能力、サラマンダーの飛行能力、ゴルドスの電子戦能力、そしてウルトラのパワーと火力を組み合わせたゾイドであり、総合力はデスザウラーよりも高いとされる。しかし、大量にエネルギーを消費するために航続距離が短い弱点を持つ。
作中の活躍
バトルストーリー
ZAC2046年8月、中央山脈の共和国軍総司令部に持ち込まれて共和国軍兵士の士気高揚に貢献。レッドリバーで窮地に陥った味方を救うためヘリック自らが親衛隊隊長ローザと共に搭乗して出撃、鬼神のような活躍を見せて帝国軍の陣地を次々と蹴散らした。その後、ヘリック暗殺を狙う帝国軍フランツ大尉操縦するデスドッグの待ち伏せを受ける。ヘリックを強制的に脱出させて1人残ったローザがデスドッグと戦い、壮絶な戦いの末に両者相討ちとなった。
バトルコミック
学年誌『小学三年生』1988年4月号から10月号に掲載された漫画（ゾイドバトルコミック）で登場。フランツ大尉が乗るデスザウラーに対抗して開発され、デューク少佐が搭乗して出撃。奇襲攻撃を仕掛けた初戦で、ウルトラキャノン砲でデスザウラーの腕を破壊した。そのままパワーを活かして優位に立ち、デスザウラーの撃退に成功。その後、ケンタウロスの活躍が帝国軍拠点7ヶ所の陥落に繋がった。ゼネバス皇帝の命令を受けたフランツの対ケンタウロス作戦でデスザウラー3機の襲撃を受ける。バスターランスにより2機は難なく撃破するが、その隙にフランツ機からの荷電粒子砲を浴びてウイングが破壊されたため撤退。これにより、翼が弱点であることが露呈する。最後は、フランツが強奪したマッドサンダーと交戦したが、バスターランスではマッドサンダーのシールドを破ることができず、マグネーザーによる反撃で敗北した。
ゲーム
『ゾイド -ZOIDS- 邪神復活!〜ジェノブレイカー編〜』にも改造ゾイドのひとつとして登場する。

### ビッグマザー
| ビッグマザー | ビッグマザー       |
| ------------ | ------------------ |
| 所属         | ヘリック共和国     |
| 分類         | ウルトラサウルス型 |

新ゾイドバトルストーリーに登場。マッドサンダーを海上から他の陸地へ迅速に輸送するために作られた改造ウルトラザウルス。分離後は単独で戦うことも可能。
初出は学年誌「小学三年生」1989年2月号
作中の活躍
ZAC2051年3月、ニカイドス島に立て篭もるゼネバス帝国軍に対し、共和国軍は200隻のビッグマザーをもって島に上陸。マッドサンダーの輸送に従事した。

### ウルトラザウルス空母
| ウルトラザウルス空母 | ウルトラザウルス空母 |
| -------------------- | -------------------- |
| 所属                 | ヘリック共和国       |
| 分類                 | ウルトラサウルス型   |

学年誌「小学一年生」1989年6月号に掲載。ウルトラザウルスを二台繋げ、その間のスペースにマッドサンダーやカノンフォートを搭載できる荷台を取り付けた改造機。同誌掲載のストーリーでは中央大陸と暗黒大陸の間に位置する共和国基地へとゾイドを輸送した。

### ウルトラザウルス飛行艇
| ウルトラザウルス飛行艇 | ウルトラザウルス飛行艇 |
| ---------------------- | ---------------------- |
| 所属                   | ヘリック共和国         |

新ゾイドバトルストーリーに登場。サラマンダーF2の翼を装備した飛行艇仕様。脚を撤去し、代わりに増槽のようなものを装着している。
作中の活躍
ZAC2054年2月、ギル・ベイダーの基地を攻撃するため、ホワイト大佐率いるキングライガー部隊を輸送。暗黒大陸上陸作戦を支援した。

### ウルトラザウルスMk-II
| ウルトラザウルスMk-II | ウルトラザウルスMk-II |
| --------------------- | --------------------- |
| 所属                  | ヘリック共和国        |
| 分類                  | 恐竜型                |

月刊コロコロコミック1988年8月号に掲載された改造例。NEW改造セット〈共和国側大型メカ用〉の発売に合わせた記事で「ニュー改造セット使用のコロコロオリジナル改造!」と銘打たれて紹介された。
ウルトラザウルス背部のカタパルトやビークル格納庫などの部分を取り外して大型キャノン砲（長距離キャノン砲）とエネルギータンクを搭載。超大型ゾイドに相応しい歩く要塞とされる。

### キング・ザウラー
学年誌「小学四年生」記事「ゾイド改造塾」に掲載された改造作例。直立歩行形態に変更され、アイアンコングの両腕、デスザウラー爪（電磁クロウ）と後ろ脚、シールドライガーの頭部を胸部に取り付けたミキシングビルド。同誌1989年8月号で初登場。その際はウルトラザウルスの首が三つ生えた作例であったが、同年9月号では首は1本のみとなり、新たに翼が付加された。同年10月号では暗黒軍仕様のアイアンコングとガルタイガーの連携攻撃に敗れるジオラマも掲載された。

### ウルトラザウルス・ザ・デストロイヤー
| ウルトラザウルス・ザ・デストロイヤー ULTRA SAURUS THE DESTROYER | ウルトラザウルス・ザ・デストロイヤー ULTRA SAURUS THE DESTROYER                                                                  |
| --------------------------------------------------------------- | --- |
| 所属                                                            | ヘリック共和国 |
| 分類                                                            | ウルトラサウルス型 |
| 全長                                                            | 不明 |
| 全高                                                            | 不明 |
| 全幅                                                            | 不明 |
| 重量                                                            | 不明 |
| 最高速度                                                        | 不明 |
| 主な搭乗員                                                      | ロブ・ハーマン少佐（バトルストーリー)                                                                                            |
| 武装                                                            | 360mmリニアキャノン×4 8連装ミサイルランチャー 1200mmウルトラキャノン×2 ゴジュラスキャノン×6 各種対空装備(尾部ミサイルランチャー) |

超巨大砲「1200mmウルトラキャノン」を左右に一門ずつ、さらにゴジュラスキャノンを六門、尾部にミサイルランチャーも装備した改造ウルトラザウルス。さらに背部には火器管制室が新規に設置されている。重武装化ゆえにその移動速度は時速20km/h以下となる。夢想癖で有名な共和国の科学者が設計したものだと言われる。
武装
1200mmウルトラキャノン
ウルトラザウルス・ザ・デストロイヤーの胴体両側面に計2基装備される。
100kmという射程に加え一撃で小都市一つを壊滅させる威力を有する対要塞砲で、反動やメンテナンス、機動力の低下など問題点も多い。また、この巨大実弾砲はアンカーを兼ねるスタビライザーが未完成であるため、使用するには護衛専用に改装されたゴジュラス2機がアンカー代わりとしてウルトラザウルスを支える必要がある。
運用時はウルトラザウルス本体への負担も大きく、10発ほどの発射にしか耐えられない問題点が発生しており、ウルトラザウルス・ザ・キャリアへの改修時には撤去された。
ゴジュラスキャノン
背部に計6門装備される。ゴジュラス用と同様のもので、これらの一連射だけでゾイド一個大隊を撃破し得る威力を持つ。
各種対空装備
尾部を改造し設置されている。対空用のミサイル。
作中の活躍
ZAC2100年9月にデストロイヤー師団に配属された後にロブ・ハーマン少佐をパイロットとして進撃を開始。レッドラストにおいて100kmの距離で帝国軍に対し1200mmウルトラキャノンを砲撃し、着弾地点から半径3kmのゾイド300機を消滅、その外側7kmのゾイド700機を爆発炎上させ、さらに3km外のゾイド800機を大破、その他ゾイドを中破1500機、小破1200機と全滅に追い込む。同年10月にはニクシー基地を陥落させ、西方大陸戦争における共和国軍の勝利に貢献した。
翌年のZAC2101年1月には改装途中に帝国の「ザバット」により激しい空爆を受ける。その後は海戦仕様の「ウルトラザウルス・ザ・キャリア」への改装が完了している。
備考
元となったのはカスタマイズパーツの没案をとなる。発売も検討されていたが、実現には至らなかったという。撮影用のモデルにはBB弾の発射機能も有する。尾部のミサイルランチャーはRZ-037ウルトラザウルスの発売にあたり、ライトギミックの電源が一元化されたことから空いたスペースに同装備を追加する案が出されていた名残とされる。デザインは列車砲をイメージしたもの。

### ウルトラザウルス・ザ・キャリア
| ウルトラザウルス・ザ・キャリア | ウルトラザウルス・ザ・キャリア               |
| ------------------------------ | -------------------------------------------- |
| 所属                           | ヘリック共和国                               |
| 分類                           | ウルトラサウルス型                           |
| 全長                           | 60.0m                                        |
| 全高                           | 27.5m                                        |
| 重量                           | 900.0t                                       |
| 最高速度                       | 27.5ノット                                   |
| 主な搭乗員                     | ミロリー・ルディット大尉（バトルストーリー） |

暗黒大陸上陸作戦に向け、1200mmキャノンを撃ち尽くした後のウルトラザウルス・ザ・デストロイヤーを航空母艦型に改修した改造ウルトラザウルス。中央後部に発着用の飛行甲板を持ち、飛行ゾイドを10機搭載可能。機体左右と後部には3連装ロングレンジバスターキャノンを計3基装備している。
作中の活躍
ZAC2101年6月にアンダー海海戦に参加する。しかし、シンカーの大部隊の前に転進を余儀なくされ、トライアングルダラスに突入。鉄竜騎兵団（アイゼンドラグーン）のマッカーチスの誘導によって暗黒大陸に上陸することに成功する。同年10月中旬に発生したビフロスト平原南部での戦いでは、艦砲射撃を行い司令部を守った。その後のネオゼネバス戦では中央大陸帰還シーン以降は特に登場していない。

### アルティメットファランクス
| アルティメットファランクス | アルティメットファランクス                                         |
| -------------------------- | ------------------------------------------------------------------ |
| 所属                       | ヘリック共和国                                                     |
| 分類                       | ウルトラサウルス型                                                 |
| 全長                       | 65.0m                                                              |
| 重量                       | 548.0ｔ                                                            |
| 最高速度                   | 42ノット                                                           |
| 武装                       | 8連装ミサイル 3連大口径迫撃砲 胸部3連大口径迫撃砲 ハイパーファング |

ゲーム『ゾイドサーガ2』で初登場したバリエーション。ウルトラザウルスの武器・装甲などを改造した機体。非常に強力だが、スピードと積載量はウルトラザウルスより劣る。

### ウルトラデビルス
| ウルトラデビルス ULTRA DEVIL | ウルトラデビルス ULTRA DEVIL |
| ---------------------------- | ---------------------------- |
| 所属                         | ヘリック共和国               |
| 分類                         | ウルトラサウルス型           |
| 全長                         | 50.0m 56.0m                  |
| 全高                         | 27.5m                        |
| 重量                         | 518.0ｔ 507.0t               |
| 最高速度                     | 38.0km/h(陸)                 |

『ゾイドバトラー雷牙』『ゾイド改造マニュアル』に登場した改造機。見た目は首部に4連機銃、胴体両側に伸縮型クロー（ゴジュラスの腕をベースにしている）、ロングレンジバスターキャノンを装着したウルトラだが、首が左右に分かれ、そこから現れる巨大な隠し刃「キラーアックス」を振り下ろすという戦法を持っている。
『ゾイドバトラー雷牙』では北海道のゾイドジム代表である大熊の改造作品として登場。同地のK湖で目撃される生物「クッシー」に因んでいるとされる。キラーアックスでバーニングライガーの虚をつくが、四肢にホバーユニットを装備していたことで回避され、レーザーブレードによって撃破された。
初出は『小学四年生』2001年1月号。

### バトルシップザウルス
| バトルシップザウルス BATTLE SHIP SAURUS | バトルシップザウルス BATTLE SHIP SAURUS |
| --------------------------------------- | --------------------------------------- |
| 所属                                    | ヘリック共和国                          |
| 分類                                    | ウルトラサウルス型                      |
| 全長                                    | 50.0m                                   |
| 全高                                    | 27.5m                                   |
| 重量                                    | 518.0ｔ                                 |
| 最高速度                                | 38.0km/h(陸) 45.0kt(海)                 |

『ゾイドバトラー雷牙』、『ゾイド改造マニュアル』で登場。右舷にロングレンジバスターキャノンを二基装備。左舷から後方にかけて飛行甲板が設置され、そこにレイノスやプテラスを積載可能としている。
『ゾイドバトラー雷牙』ではゾイドのバーチャバトル大会「ゾイドコロシアム」において近藤十三の使用する改造作品として登場。飛行装備を取り付けたバーニングライガーに対し、艦載機であるプテラスの編隊飛行と遠距離からの砲撃で戦うが、母艦であるバトルシップザウルスを発見されたことで肉薄され撃破された。
初出は『小学五年生』2001年1月号。